# Kőrizstető
Kőrizstető (románul Scrind-Frăsinet vagy Frăsinet) falu Romániában Kolozs megyében.

## Nevének említése
1839-ben Szulitza, Szulicsa néven említik.

## Lakossága
1930-ban 593 fős lakosságából 498 fő román, 50 fő magyar és 45 fő zsidó származású. 1992-ben a 248 fős lakosságából már nincs magyar ajkú, csak egy német. 1930-ban 297 ortodox, 202 görögkatolikus, 24 római katolikus, 25 református és 45 izraelita hívő lakott a faluban. 1992-ben 241 ortodox, 1 római katolikus, 1 baptista és 4 adventista hívő maradt a faluban.

## Története
A falu a trianoni békeszerződésig Kolozs vármegye Bánffyhunyadi járásához tartozott.
1930-ban különvált Havasrekettyétől.